# Ben Cook
Pour les articles homonymes, voir Cook.
Benjamin Tyler Cook (né le 11 décembre 1997 à Eden, en Caroline du Nord) est un acteur américain.

## Biographie
Benjamin Tyler Cook est né le 11 décembre 1997 à Eden, en Caroline du Nord et a grandi à New York et à Lorton, en Virginie.
Cook a commencé à étudier la danse à la Metropolitan School of the Arts en Virginie. Il a fréquenté la Professional Performing Arts School de New York pour le collège et le lycée.

## Filmographie
- 2010 : 30 Rock - Young Jack[2]
- 2013 : House of Cards - fils de Heather Dunbar[3]
- 2014 : Veep - Walt[4]
- 2017 : New York, unité spéciale (saison 18, épisode 11) : Ben Turner
- 2018 : Paterno - Aaron Fisher
- 2021 : West Side Story - Mouthpiece
- 2022 : The First Lady - Steven Ford
- 2022 : Pretty Little Liars: Original Sin - Henry

## Théâtre
- 2007–2008 : A Christmas Carol (en)
- 2008 : Macbeth
- 2009 : Les Cieux sont suspendus en noir (The Heavens Are Hung in Black)
- 2009–2010 : Ragtime
- 2010–2011 : The Golden Age (en)
- 2011–2013 : Billy Elliot, the Musical
- 2014–2016 : Newsies The Musical
- 2016 : Tuck Everlasting (en)
- 2017–2019 : Mean Girls
- 2019–2020 : West Side Story